# Baños de Ebro
Baños de Ebro község Spanyolországban, Arabában. Lakosainak száma 291 fő (2024).

## Földrajza
Baños de Ebro Cenicero, Elciego, San Vicente de la Sonsierra, Torremontalbo, Samaniego, Villabuena de Álava/Eskuernaga, San Asensio és Ábalos községekkel határos.

## Népesség
A település lakosságának változását az alábbi diagram mutatja:
| Lakosok száma | 334  | 336  | 367  | 333  | 324  | 325  | 308  | 291  | 287  | 291  |
|               | 2001 | 2004 | 2006 | 2009 | 2011 | 2014 | 2016 | 2019 | 2021 | 2024 |